# İstanbul Cup 2019
İstanbul Cup 2019 (також відомий під назвою TEB BNP Paribas İstanbul Cup за назвою спонсора) — тенісний турнір, що проходив на кортах з ґрунтовим покриттям у Стамбулі (Туреччина). Це був 12-й за ліком Istanbul Cup. Належав до категорії International в рамках Туру WTA 2019. Тривав з 22 до 28 квітня 2019 року.

## Очки і призові
| Дисципліна              | П   | Ф   | ПФ  | ЧФ | 1/8 | 1/16 | Q   | Q2  | Q1  |
| Жінки, одиночний розряд | 280 | 180 | 110 | 60 | 30  | 1    | 18  | 12  | 1   |
| Жінки, парний розряд    | 280 | 180 | 110 | 60 | 1   | Н/Д  | Н/Д | Н/Д | Н/Д |

### Розподіл призових грошей
| Дисципліна              | П       | F       | ПФ      | ЧФ     | 1/8    | 1/16   | Q2     | Q1   |
| Жінки, одиночний розряд | $43,000 | $21,400 | $11,500 | $6,175 | $3,400 | $2,100 | $1,020 | $600 |
| Жінки, парний розряд    | $12,300 | $6,400  | $3,435  | $1,820 | $960   | Н/Д    | Н/Д    | Н/Д  |

## Учасниці основної сітки в одиночному розряді

### Сіяні учасниці
| Країна     | Гравчиня             | Рейтинг1 | Сіяна |
| ---------- | -------------------- | -------- | ----- |
| Іспанія    | Карла Суарес Наварро | 27       | 1     |
| Румунія    | Міхаела Бузернеску   | 30       | 2     |
| Італія     | Каміла Джорджі       | 31       | 3     |
| Україна    | Даяна Ястремська     | 37       | 4     |
| Австралія  | Айла Томлянович      | 39       | 5     |
| Хорватія   | Петра Мартич         | 40       | 6     |
| Чехія      | Катерина Сінякова    | 41       | 7     |
| Греція     | Марія Саккарі        | 44       | 8     |
| Словаччина | Вікторія Кужмова     | 45       | 9     |

- Рейтинг подано станом на 15 квітня 2019.

### Інші учасниці
Учасниці, що отримали вайлд-кард на участь в основній сітці:
- Чагла Бююкакчай
- Світлана Кузнецова
- Пемра Озген

Нижче наведено гравчинь, які пробились в основну сітку через стадію кваліфікації:
- Ірина Бара
- Ана Богдан
- Івана Йорович
- Катерина Козлова
- Вероніка Кудерметова
- Олена Рибакіна

Такі тенісистки потрапили в основну сітку як Щасливі лузери:
- Тімеа Бабош
- Юлія Глушко

### Відмовились від участі
До початку турніру
- Ірина-Камелія Бегу → її замінила  Тімеа Бабош
- Каміла Джорджі → її замінила  Юлія Глушко
- Унс Джабір → її замінила  Маргарита Гаспарян
- Татьяна Марія → її замінила  Лара Арруабаррена
- Анна Кароліна Шмідлова → її замінила  Юганна Ларссон

### Знялись
- Кірстен Фліпкенс (lower right pelvis injury)
- Маргарита Гаспарян (запаморочення)
- Анастасія Потапова (gastrointestinal)

## Учасниці основної сітки в парному розряді

### Сіяні
| Країна   | Гравчиня             | Країна    | Гравчиня            | Рейтинг1 | Сіяна |
| -------- | -------------------- | --------- | ------------------- | -------- | ----- |
| Угорщина | Тімеа Бабош          | Франція   | Крістіна Младенович | 6        | 1     |
| Бельгія  | Кірстен Фліпкенс     | Швеція    | Юганна Ларссон      | 74       | 2     |
| Румунія  | Ірина Бара           | Румунія   | Міхаела Бузернеску  | 94       | 3     |
| Росія    | Вероніка Кудерметова | Казахстан | Галина Воскобоєва   | 100      | 4     |

- 1 Рейтинг подано станом на 15 квітня 2019.

### Інші учасниці
Пари, що отримали вайлд-кард на участь в основній сітці:
- Чагла Бююкакчай  /  Пемра Озген
- Меліс Сезер /  Іпек Сойлу

### Знялись з турніру
Під час турніру
- Барбора Стрицова (травма спини)

## Переможниці та фіналістки

### Одиночний розряд
- Петра Мартич —  Маркета Вондроушова, 1–6, 6–4, 6–1

### Парний розряд
- Тімеа Бабош /  Крістіна Младенович —  Алекса Гуарачі /  Сабріна Сантамарія, 6–1, 6–0